# Johan Falk: Lockdown
Johan Falk: Lockdown är en svensk action-thriller från 2015 i regi av Richard Holm med Jakob Eklund i huvudrollen. Filmen hade svensk premiär den 10 augusti 2015 och är den nittonde filmen om Johan Falk.

## Handling
Polishuset i Göteborg attackeras samtidigt som en stor rättegång startar i byggnaden bredvid. Det är Seth Rydells ärkefiende Vijay Khan som begärt omprövning av sin dom efter att det framkommit att GSI kan ha använt sig av olagliga metoder.

## Rollista
- Jakob Eklund - Johan Falk
- Henrik Norlén - Lasse Karlsson
- Alexander Karim - Niklas Saxlid
- Mikael Tornving - Patrik Agrell
- Jens Hultén - Seth Rydell
- Christian Brandin - Conny Lloyd
- Mårten Svedberg - Vidar Pettersson
- Marie Richardson - Helén Falk
- Meliz Karlge - Sophie Nordh
- Johan Hedenberg - Örjan
- Zeljko Santrac - Matte
- Maria Hörnelius - Franzén
- Malgorzata Pieczynska - Ryska kvinnan
- André Sjöberg - Dick
- Hanna Alsterlund - Nina
- Fredrik Dolk - Kroon
- Åsa Fång - Nadja Agrell
- Magnus Mark - Ossian
- Christian Magdu - Dimitri
- Isidor Alcaide Backlund - Ola
- Carlos Fernando - Johnny Ahmad
- Carina Jingrot - Vijays advokat
- Jonas Bane - Bill
- Tom Lidgard - Max Agrell
- Rikard Björk - Georgi
- Tage Åström - Holmén
- Johan Macéus - Reporter utanför tingsrätten
- Aliette Opheim - Madeleine Wiik